# Carmelo Mesa-Lago
Carmelo Mesa-Lago és un Catedràtic distingit emèrit d'Economia i Estudis Llatinoamericans de la Universitat de Pittsburgh des del 1999. Ha estat professor visitant a la Universitat d'Oxford, la Universitat Lliure de Berlín, l'Instituto Universitario Ortega y Gasset i el Centro Latinoamericano de Economía Humana (Montevideo), i investigador associat a l'Institut Max Plank de Dret Social Internacional (Múnic) i l'Instituto Torcuato Di Tella (Buenos Aires). És autor o editor de més de setanta llibres sobre economia de la seguretat social i la salut a l'Amèrica Llatina, l'economia de Cuba i sistemes econòmics comparats. Entre els seus llibres recents destaquen La economía y el bienestar social en Cuba a comienzos del siglo XXI (Madrid, 2003), Las reformas de pensiones en América Latina y su Impacto en los principios de la Seguridad Social (Santiago de Xile, 2004) i Reassemblig Social Security: A Survey of Pension and Healthcare Reforms in Latin America (Oxford University Press, 2008)